# Reformierte Kirche Rupperswil

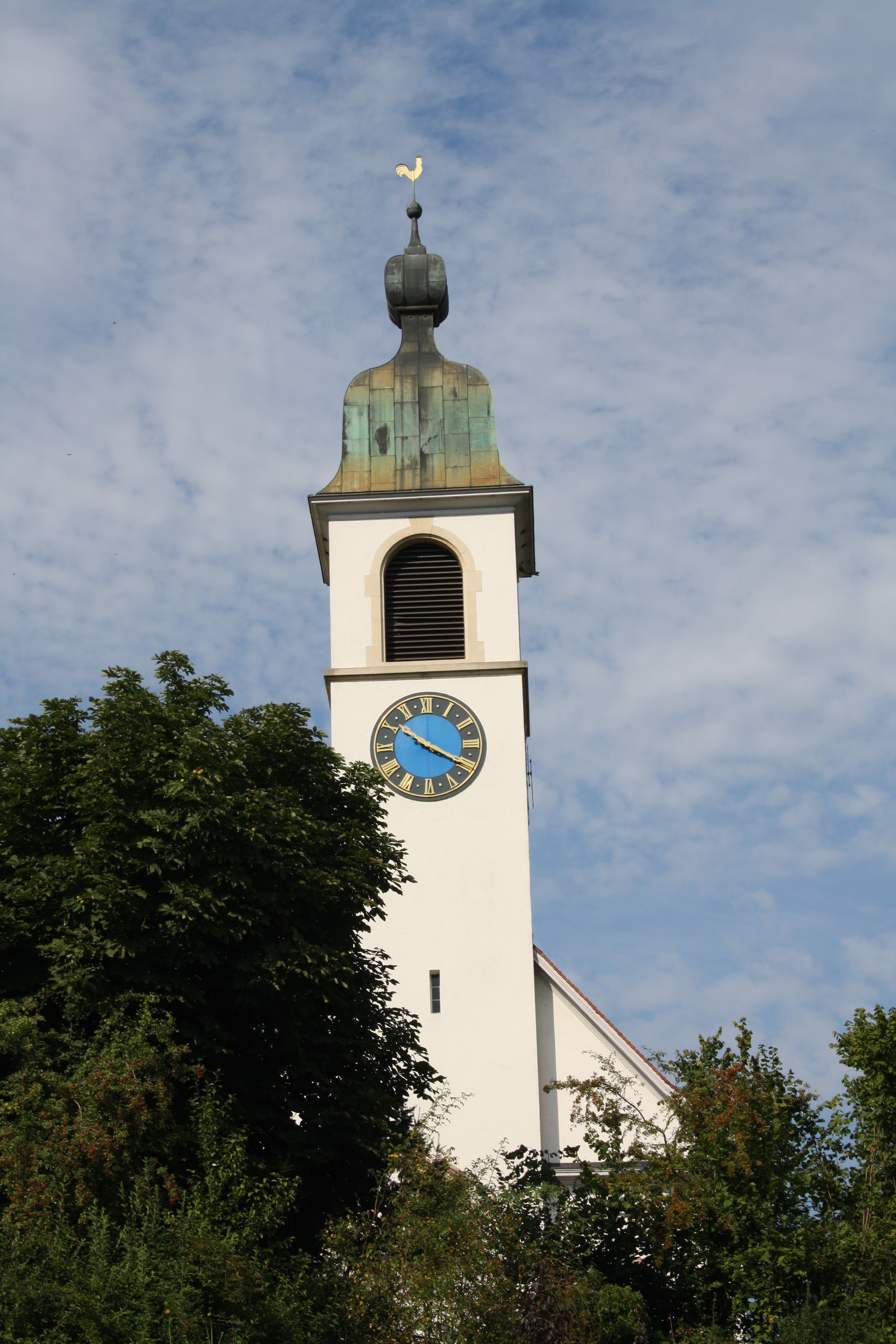
Kirche Rupperswil

Die reformierte Kirche Rupperswil  ist die Dorfkirche der aargauischen Gemeinde Rupperswil in der Schweiz.

## Geschichte
Bereits Ende des 13. Jahrhunderts befand sich auf dem Kirchenhügel von Rupperswil eine Kapelle. Diese wurde um das Jahr 1500 erweitert und mit einem Kirchturm ergänzt. Im Jahre 1681 wurden eine Empore und eine Kanzel eingebaut und als Ende des 19. Jahrhunderts die Kirche zu klein wurde, entschied man sich für einen Neubau. 
Lange blieb umstritten, ob dieser am selben Standort wie die alte Kirche errichtet oder ob das alte Gebäude erhalten werden sollte. 1920 entschied man sich für den Abbruch der alten Kirche und einen Neubau in unmittelbarer Nähe. Die Einweihung fand am 27. August 1922 statt.
Eine umfassende Innenrenovation fand 1970 statt. Dabei wurde die Kirche im Inneren etwas umgestaltet und erhielt ihr heutiges Aussehen. Die letzte Aussenrenovation erfolgte im Jahre 2002.

## Ausstattung
Aus der alten Kirche wurden zwei Kabinettscheiben in den Neubau übernommen, ebenso der Taufstein. Auch eine der Glocken der alten Kirche blieb erhalten und ist heute im Kirchgemeindehaus zu besichtigen. In der Kirche finden sich Glasfenster des Aargauer Künstlers Felix Hoffmann, die 1939 geschaffen wurden. Die heutige Orgel wurde im Jahre 1973 von der Orgelbau Kuhn aus Männedorf gebaut und 1998 um ein Register erweitert.